# İlkin Qırtımov
İlkin Qırtımov (Zaqatala, 4 novembre 1990) è un calciatore azero, centrocampista svincolato.

## Carriera

### Club
Ha giocato nella prima divisione azera.

### Nazionale
Ha esordito in nazionale il 5 marzo 2014 nell'amichevole Filippine-Azerbaigian (0-1).

## Palmarès

### Club

#### Competizioni nazionali
- Coppa d'Azerbaigian: 2

Keşlə: 2020-2021
Qəbələ: 2022-2023